# 守ってあげたい (JUJUの曲)
「守ってあげたい」（まもってあげたい）は、JUJUの25枚目のシングル。2013年11月20日にソニー・ミュージックアソシエイテッドレコーズから発売された。

## 概要
表題曲「守ってあげたい」は映画『すべては君に逢えたから』の劇中歌。カップリングには「Silent Night」と、DREAMS COME TRUEの1990年のシングル「雪のクリスマス」のカバーというウインターソング2曲を収録。
「守ってあげたい」は楽曲提供者のゆずの両A面シングル「雨のち晴レルヤ/守ってあげたい」の同名曲との競作となっている。ゆずに映画『すべては君に逢えたから』のためのラブソング制作を依頼した際に彼らがJUJUにラブソングを提供する話を知った映画のプロデューサーがそのデモを聞かせてもらったところ、映画のコンセプトにぴったりだったためにそのまま映画に使わせてほしいと打診、双方からの快諾を得て、主題歌（ゆず）と劇中歌（JUJU）という形での起用が決定した。互いに歌詞・アレンジを変え、ゆずバージョンでは男性目線で強い誓いを歌い、JUJUバージョンでは女性目線で男性を支えようと優しく語りかけている。

## 収録曲
1. 守ってあげたい (6:08)
作詞：北川悠仁、小林夏海、藤本藍 / 作曲：北川悠仁 / 編曲：亀田誠治
2. Silent Night (3:38)
作詞：ジョセフ・モーア / 作曲：グルーバー / 編曲：松浦晃久
3. 雪のクリスマス (4:46)
作詞：吉田美和 / 作曲：吉田美和、中村正人 / 編曲：POCHI
DREAMS COME TRUEの楽曲のカバー
4. 守ってあげたい -Instrumental- (6:04)